# کوپا اینترامریکانا ۱۹۸۱
کوپا اینترامریکانا ۱۹۸۱ هشتمین نسخه کوپا اینترامریکانا بود که بین باشگاه ناسیونال، قهرمان جام لیبرتادورس ۱۹۸۰ و باشگاه اونام، قهرمان جام قهرمانان کونکاکاف ۱۹۸۰ در یک فینال رفت و برگشت برگزار شد.
اونام در مجموع ۶–۵ ناسیونال را پس از بازی پلی‌آف شکست داد تا اولین عنوان خود در کوپا اینترامریکانا را کسب کند.

## شرکت کنندگان
| تیم      | نحوه صعود                         | حضور قبلی |
| -------- | --------------------------------- | --------- |
| اونام    | قهرمان جام قهرمانان کونکاکاف ۱۹۸۰ | اولین     |
| ناسیونال | قهرمان جام لیبرتادورس ۱۹۸۰        | ۱۹۷۱      |

## مکان
| بازی رفت                      | بازی برگشت       | پلی آف                          |
| مکزیکوسیتی                    | مونته‌ویدئو       | لس آنجلس                        |
| ----------------------------- | ---------------- | ------------------------------- |
| ورزشگاه المپیکو یونیورسیتاریو | ورزشگاه سنتناریو | ورزشگاه یادبود کولیسیم لس آنجلس |
| گنجایش: ۶۹،۰۰۰                | گنجایش: ۶۰،۲۳۵   | گنجایش: ۹۳،۶۰۷                  |
|                               |                  |                                 |

## بازی‌ها

### بازی رفت

#### خلاصه
در دقیقه ۵ هوگو سانچز دروازه اونام را باز کرد. در نیمه دوم، ناسیونال دفاع کرد و گل تساوی را از ویکتور اسپاراگو در دقیقه ۵۷ به ثمر رساند. سپس ریکاردو فرتی برتری یونام را بازگرداند و در دقیقه ۶۰ نتیجه را ۲–۱ کرد. هوگو سانچز دومین گل خود را در این مسابقه در دقیقه ۸۵ به ثمر رساند.

#### جزئیات
| اونام                      | ۳–۱   | ناسیونال       |
| -------------------------- | ----- | -------------- |
| - سانچز ۵'، ۸۵' - فرتی ۶۰' | گزارش | - اسپاراگو ۵۷' |

### بازی برگشت

#### خلاصه
بازی تا دقیقه ۷۰ بدون گل بود، زمانی که ویلمار کابررا ناسیونال را پیش انداخت. در دقیقه ۷۷ خوزه کابررا گلزنی کرد تا نتیجه ۲–۰ شود، سپس ویلمار کابررا در دقیقه ۸۱ دومین گل خود را در بازی به ثمر رساند و نتیجه را ۳–۰ کرد. با این حال، پس از اینکه گوستاوو وارگاس در سه دقیقه مانده به پایان برای اونام گلزنی کرد، بازی با نتیجه ۳–۱ به پایان رسید و بازی به دور پلی‌آف کشیده شد.

#### جزئیات
| ناسیونال                          | ۳–۱   | اونام        |
| --------------------------------- | ----- | ------------ |
| - کابررا ۷۰'، ۸۱' - خ. کابررا ۷۷' | گزارش | - وارگاس ۸۷' |

### پلی‌آف

#### خلاصه
بازی پلی‌آف سرانجام پس از یک ماه در لس آنجلس به عنوان مکان بی‌طرف برگزار شد. ناسیونال در دقیقه ۱۷ توسط خوزه کابررا دروازه حریف را باز کرد. ریکاردو فرتی در دقیقه ۶۹ بازی را به تساوی کشاند. در دقیقه ۸۹ گوستاوو وارگاس گل برتری اونام را به ثمر رساند.

#### جزئیات
| اونام                   | ۲–۱   | ناسیونال        |
| ----------------------- | ----- | --------------- |
| - فرتی ۶۹' - وارگاس ۸۹' | گزارش | - خ. کابررا ۶۲' |

| اونام | ناسیونال |

|                  |  |                    |  |
|                  |  |                    |  |
| GK               |  | خورخه اسپینوزا     |  |
| DF               |  | رافائل آمادور      |  |
| DF               |  | گوستاوو وارگاس     |  |
| DF               |  | خورخه پائولینو     |  |
| DF               |  | پابلو لونا         |  |
| MF               |  | انریکه لوپس سارسا  |  |
| MF               |  | خوزه لوئیس لوپز    |  |
| MF               |  | مانوئل مانزو       |  |
| MF               |  | مانوئل نگرته آریاس |  |
| FW               |  | هوگو سانچز         |  |
| FW               |  | ریکاردو فرتی       |  |
| سرمربی:          |  |                    |  |
| بورا میلوتینوویچ |  |                    |  |

|               |  |                   |  |     |
|               |  |                   |  |     |
| GK            |  | رودولفو رودریگز   |  |     |
| DF            |  | خوزه هرمس موریرا  |  |     |
| DF            |  | آگوئره            |  |     |
| DF            |  | خوان بلانکو       |  |     |
| DF            |  | ویلمار کابررا     |  |     |
| MF            |  | ویکتور اسپاراگو   |  |     |
| MF            |  | آرسنیو لوزاردو    |  | '۸۴ |
| MF            |  | خوزه کابررا       |  |     |
| FW            |  | آلبرتو بیکا       |  |     |
| FW            |  | ادواردو د لا پنیا |  |     |
| FW            |  | جولیو مورالس      |  |     |
| نیکمت نشینان: |  |                   |  |     |
| DF            |  | دنیس میلار        |  | '۸۴ |
| سرمربی:       |  |                   |  |     |
| خوان موجیکا   |  |                   |  |     |